# Ceanothus
Ceanothus er slægt med knap 60 arter, som alle vokser i Nordamerika. Slægtens centrum ligger i Californien. Det er løvfældende eller stedsegrønne træer og buske med spredte (eller sjældnere: modsatte) blade. Bladranden er savtakket eller hel, og bladpladen er trenervet. Blomsterne er små og 5-tallige, samlet i skærme, aks eller toppe. Frugterne er kapselagtige, tørre stenfrugter, der er beskyttet af det blivende bæger. Her omtales kun de arter og hybrider, som dyrkes i Danmark.